# Football League Two 2014-15
Football League Two 2014–15 (gọi tắt là Sky Bet League Two vì lý do tài trợ) là mùa thứ 11 của Football League Two dưới tên hiện tại của giải đấu và mùa thứ 23 dưới hệ thống giải hiện tại của giải đấu. Mùa giải bắt đầu vào ngày 9 tháng 8 năm 2014.
24 câu lạc bộ tham gia, 18 trong số đó vẫn ở lại League Two vì không rớt hạng vào cuối mùa 2013–14. Các câu lạc bộ Tranmere Rovers, Carlisle United, Shrewsbury Town và Stevenage rớt hạng xuống từ Football League One 2013–14. Hai câu lạc bộ Luton Town và Cambridge United được thăng hạng từ Football Conference 2013–14.

## Thay đổi mùa giải

### Thay đội đội bóng
Các đội sau đây đã thay đổi giải đấu kể từ mùa giải 2013-14.

#### Từ League Two
Thăng hạng từ Conference Premier
- Luton Town
- Cambridge United

Xuống hạng Football League One
- Tranmere Rovers
- Carlisle United
- Shrewsbury Town
- Stevenage

Xuống hạng từ Conference Premier
- Bristol Rovers
- Torquay United

Thăng hạng từ Football League One
- Chesterfield
- Scunthorpe United
- Rochdale
- Fleetwood Town

## Danh sách đội bóng

### Sân vận động và địa điểm
| Đội bóng                             | Địa điểm          | Sân vận động      | Sức chứa |
| ------------------------------------ | ----------------- | ----------------- | -------- |
| Bản mẫu:Fb team Accrington Stanley   | Accrington        | Crown Ground      | 5,057    |
| Bản mẫu:Fb team AFC Wimbledon        | London (Norbiton) | Kingsmeadow       | 4,850    |
| Bản mẫu:Fb team Burton Albion        | Burton            | Pirelli Stadium   | 6,912    |
| Bản mẫu:Fb team Bury                 | Bury              | Gigg Lane         | 11,840   |
| Bản mẫu:Fb team Cambridge United     | Cambridge         | Abbey Stadium     | 9,617    |
| Bản mẫu:Fb team Carlisle United      | Carlisle          | Brunton Park      | 16,981   |
| Bản mẫu:Fb team Cheltenham Town      | Cheltenham        | Whaddon Road      | 7,066    |
| Bản mẫu:Fb team Dagenham & Redbridge | London (Dagenham) | Victoria Road     | 6,078    |
| Bản mẫu:Fb team Exeter City          | Exeter            | St James Park     | 8,830    |
| Bản mẫu:Fb team Hartlepool United    | Hartlepool        | Victoria Park     | 8,240    |
| Bản mẫu:Fb team Luton Town           | Luton             | Kenilworth Road   | 10,356   |
| Bản mẫu:Fb team Mansfield Town       | Mansfield         | Field Mill        | 10,000   |
| Bản mẫu:Fb team Morecambe            | Morecambe         | Globe Arena       | 6,476    |
| Bản mẫu:Fb team Newport County       | Newport           | Rodney Parade     | 7,850    |
| Bản mẫu:Fb team Northampton Town     | Northampton       | Sixfields Stadium | 7,653    |
| Bản mẫu:Fb team Oxford United        | Oxford            | Kassam Stadium    | 12,500   |
| Bản mẫu:Fb team Plymouth Argyle      | Plymouth          | Home Park         | 16,388   |
| Bản mẫu:Fb team Portsmouth           | Portsmouth        | Fratton Park      | 20,224   |
| Bản mẫu:Fb team Shrewsbury Town      | Shrewsbury        | New Meadow        | 9,875    |
| Bản mẫu:Fb team Southend United      | Southend-on-Sea   | Roots Hall        | 11,840   |
| Bản mẫu:Fb team Stevenage            | Stevenage         | Broadhall Way     | 6,722    |
| Bản mẫu:Fb team Tranmere Rovers      | Birkenhead        | Prenton Park      | 16,789   |
| Bản mẫu:Fb team Wycombe Wanderers    | High Wycombe      | Adams Park        | 10,284   |
| Bản mẫu:Fb team York City            | York              | Bootham Crescent  | 7,872    |

### Thay đổi huấn luyện viên
| Đội bóng           | Huấn luyện viên ra đi | Nguyên nhân                         | Ngày đi           | Vị trí xếp hạng Thời điểm đó | Huấn luyện viên đến     | Ngày tiếp nhận    |
| ------------------ | --------------------- | ----------------------------------- | ----------------- | ---------------------------- | ----------------------- | ----------------- |
| Shrewsbury Town    | Michael Jackson       | Bổ nhiệm làm trợ lý huấn luyện viên | 12 Tháng 5, 2014  | Trước mùa giải               | Micky Mellon            | 12 Tháng 5, 2014  |
| Oxford United      | Gary Waddock          | Sa thải                             | 4 Tháng 7, 2014   | Trước mùa giải               | Michael Appleton        | 4 Tháng 7, 2014   |
| Carlisle United    | Graham Kavanagh       | Sa thải                             | 1 Tháng 9, 2014   | 22nd                         | Keith Curle             | 19 Tháng 9, 2014  |
| Accrington Stanley | James Beattie         | Không thỏa thuận                    | 12 Tháng 9, 2014  | 21st                         | John Coleman            | 18 Tháng 9, 2014  |
| Hartlepool United  | Colin Cooper          | Từ bỏ                               | 4 Tháng 10, 2014  | 24th                         | Paul Murray             | 23 Tháng 10, 2014 |
| Tranmere Rovers    | Robert Edwards        | Sa thải                             | 13 Tháng 10, 2014 | 24th                         | Micky Adams             | 16 Tháng 10, 2014 |
| York City          | Nigel Worthington     | Từ bỏ                               | 13 Tháng 10, 2014 | 22nd                         | Russ Wilcox             | 15 Tháng 10, 2014 |
| Burton Albion      | Gary Rowett           | Chuyển tới Birmingham City          | 27 Tháng 10, 2014 | 3rd                          | Jimmy Floyd Hasselbaink | 13 Tháng 11, 2014 |
| Mansfield Town     | Paul Cox              | Không thỏa thuận                    | 21 Tháng 11, 2014 | 19th                         | Adam Murray             | 5 Tháng 12, 2014  |
| Cheltenham Town    | Mark Yates            | Sa thải                             | 25 Tháng 11, 2014 | 18th                         | Paul Buckle             | 26 Tháng 11, 2014 |
| Hartlepool United  | Paul Murray           | Sa thải                             | 6 Tháng 12, 2014  | 24th                         | Ronnie Moore            | 16 Tháng 12, 2014 |
| Newport County     | Justin Edinburgh      | Chuyển tới Gillingham               | 7 Tháng 2, 2015   | 6th                          | Terry Butcher           | 30 Tháng 4, 2015  |
| Cheltenham Town    | Paul Buckle           | Không thỏa thuận                    | 13 Tháng 1, 2015  | 22nd                         | Gary Johnson            | 30 Tháng 3, 2015  |
| Portsmouth         | Andy Awford           | Không thỏa thuận                    | 13 Tháng 4, 2015  | 14th                         | Paul Cook               | 12 Tháng 5, 2015  |
| Tranmere Rovers    | Micky Adams           | Không thỏa thuận                    | 19 Tháng 4, 2015  | 24th                         | Gary Brabin             | 5 Tháng 5, 2015   |

## Bảng xếp hạng
| VT | Đội                    | ST | T  | H  | B  | BT | BB | HS  | Đ  | Thăng hạng, giành quyền tham dự hoặc xuống hạng |
| -- | ---------------------- | -- | -- | -- | -- | -- | -- | --- | -- | ----------------------------------------------- |
| 1  | Burton Albion (C, P)   | 46 | 28 | 10 | 8  | 69 | 39 | +30 | 94 | Thăng hạng Football League One                  |
| 2  | Shrewsbury Town (P)    | 46 | 27 | 8  | 11 | 67 | 31 | +36 | 89 | Thăng hạng Football League One                  |
| 3  | Bury (P)               | 46 | 26 | 7  | 13 | 60 | 40 | +20 | 85 | Thăng hạng Football League One                  |
| 4  | Wycombe Wanderers      | 46 | 23 | 15 | 8  | 67 | 45 | +22 | 84 | Tứ kết League Two play-offs                     |
| 5  | Southend United (O, P) | 46 | 24 | 12 | 10 | 54 | 38 | +16 | 84 | Tứ kết League Two play-offs                     |
| 6  | Stevenage              | 46 | 20 | 12 | 14 | 62 | 54 | +8  | 72 | Tứ kết League Two play-offs                     |
| 7  | Plymouth Argyle        | 46 | 20 | 11 | 15 | 55 | 37 | +18 | 71 | Tứ kết League Two play-offs                     |
| 8  | Luton Town             | 46 | 19 | 11 | 16 | 54 | 44 | +10 | 68 |                                                 |
| 9  | Newport County         | 46 | 18 | 11 | 17 | 51 | 54 | −3  | 65 |                                                 |
| 10 | Exeter City            | 46 | 17 | 13 | 16 | 61 | 65 | −4  | 64 |                                                 |
| 11 | Morecambe              | 46 | 17 | 12 | 17 | 53 | 52 | +1  | 63 |                                                 |
| 12 | Northampton Town       | 46 | 18 | 7  | 21 | 67 | 62 | +5  | 61 |                                                 |
| 13 | Oxford United          | 46 | 15 | 16 | 15 | 50 | 49 | +1  | 61 |                                                 |
| 14 | Dagenham & Redbridge   | 46 | 17 | 8  | 21 | 58 | 59 | −1  | 59 |                                                 |
| 15 | AFC Wimbledon          | 46 | 14 | 16 | 16 | 54 | 60 | −6  | 58 |                                                 |
| 16 | Portsmouth             | 46 | 14 | 15 | 17 | 52 | 54 | −2  | 57 |                                                 |
| 17 | Accrington Stanley     | 46 | 15 | 11 | 20 | 58 | 77 | −19 | 56 |                                                 |
| 18 | York City              | 46 | 11 | 19 | 16 | 46 | 51 | −5  | 52 |                                                 |
| 19 | Cambridge United       | 46 | 13 | 12 | 21 | 61 | 66 | −5  | 51 |                                                 |
| 20 | Carlisle United        | 46 | 14 | 8  | 24 | 56 | 74 | −18 | 50 |                                                 |
| 21 | Mansfield Town         | 46 | 13 | 9  | 24 | 38 | 62 | −24 | 48 |                                                 |
| 22 | Hartlepool United      | 46 | 12 | 9  | 25 | 39 | 70 | −31 | 45 |                                                 |
| 23 | Cheltenham Town (R)    | 46 | 9  | 14 | 23 | 40 | 67 | −27 | 41 | Xuống hạng National League                      |
| 24 | Tranmere Rovers (R)    | 46 | 9  | 12 | 25 | 45 | 67 | −22 | 39 | Xuống hạng National League                      |

1. ↑  Four teams play for one spot and promotion to Football League One.

### Đấu loại trực tiếp
|  | Bán kết | Bán kết           | Bán kết         | Bán kết | Bán kết |  |   | Chung kết         | Chung kết | Chung kết |
|  |         |                   |                 |         |         |  |   |                   |           |           |
|  | 4       | Wycombe Wanderers | 3               | 2       | 5       |  |   |                   |           |           |
|  | 7       | Plymouth Argyle   | 2               | 1       | 3       |  |   |                   |           |           |
|  |         |                   |                 |         |         |  | 4 | Wycombe Wanderers | 1 (6)     |           |
|  |         | 5                 | Southend United | 1 (7)   |         |  |   |                   |           |           |
|  | 5       | Southend United   | 1               | 3       | 4       |  |   |                   |           |           |
|  | 6       | Stevenage         | 1               | 1       | 2       |  |   |                   |           |           |

## Kết quả
| S.nhà ╲ S.khách                      | Bản mẫu:Fb team Accrington Stanley | Bản mẫu:Fb team AFC Wimbledon | Bản mẫu:Fb team Burton Albion | Bản mẫu:Fb team Bury | Bản mẫu:Fb team Cambridge United | Bản mẫu:Fb team Carlisle United | Bản mẫu:Fb team Cheltenham Town | Bản mẫu:Fb team Dagenham & Redbridge | Bản mẫu:Fb team Exeter City | Bản mẫu:Fb team Hartlepool United | Bản mẫu:Fb team Luton Town | Bản mẫu:Fb team Mansfield Town | Bản mẫu:Fb team Morecambe | Bản mẫu:Fb team Newport County | Bản mẫu:Fb team Northampton Town | Bản mẫu:Fb team Oxford United | Bản mẫu:Fb team Plymouth Argyle | Bản mẫu:Fb team Portsmouth | Bản mẫu:Fb team Shrewsbury Town | Bản mẫu:Fb team Southend United | Bản mẫu:Fb team Stevenage | Bản mẫu:Fb team Tranmere Rovers | Bản mẫu:Fb team Wycombe Wanderers | Bản mẫu:Fb team York City |
| Bản mẫu:Fb team Accrington Stanley   |                                    | 1–0                           | 1–0                           | 0–1                  | 2–1                              | 3–1                             | 1–1                             | 1–2                                  | 2–3                         | 3–1                               | 2–2                        | 2–1                            | 2–1                       | 0–2                            | 1–5                              | 1–0                           | 1–0                             | 1–1                        | 1–2                             | 0–1                             | 2–2                       | 3–2                             | 1–1                               | 2–2                       |
| Bản mẫu:Fb team AFC Wimbledon        | 2–1                                |                               | 3–0                           | 3–2                  | 1–2                              | 1–3                             | 1–1                             | 1–0                                  | 4–1                         | 1–2                               | 3–2                        | 0–1                            | 1–0                       | 2–0                            | 2–2                              | 0–0                           | 0–0                             | 1–0                        | 2–2                             | 0–0                             | 2–3                       | 2–2                             | 0–0                               | 2–1                       |
| Bản mẫu:Fb team Burton Albion        | 3–0                                | 0–0                           |                               | 1–0                  | 1–3                              | 1–1                             | 1–0                             | 2–1                                  | 1–0                         | 4–0                               | 1–0                        | 2–1                            | 0–2                       | 0–1                            | 3–1                              | 2–0                           | 1–1                             | 2–0                        | 1–0                             | 2–1                             | 1–1                       | 2–0                             | 1–0                               | 2–0                       |
| Bản mẫu:Fb team Bury                 | 2–1                                | 2–0                           | 3–1                           |                      | 2–0                              | 2–1                             | 0–1                             | 0–2                                  | 1–1                         | 1–0                               | 1–0                        | 2–0                            | 1–2                       | 1–3                            | 2–1                              | 0–1                           | 2–1                             | 3–0                        | 1–0                             | 0–1                             | 2–1                       | 2–0                             | 1–1                               | 2–2                       |
| Bản mẫu:Fb team Cambridge United     | 2–2                                | 0–0                           | 2–3                           | 0–2                  |                                  | 5–0                             | 1–2                             | 1–1                                  | 1–2                         | 2–1                               | 0–1                        | 3–1                            | 1–2                       | 4–0                            | 2–1                              | 5–1                           | 1–0                             | 2–6                        | 0–0                             | 0–1                             | 1–1                       | 1–2                             | 0–1                               | 0–3                       |
| Bản mẫu:Fb team Carlisle United      | 1–0                                | 4–4                           | 3–4                           | 0–3                  | 0–1                              |                                 | 1–0                             | 1–0                                  | 1–3                         | 3–3                               | 0–1                        | 2–1                            | 1–1                       | 2–3                            | 2–1                              | 2–1                           | 2–0                             | 2–2                        | 1–2                             | 1–1                             | 3–0                       | 1–0                             | 2–3                               | 0–3                       |
| Bản mẫu:Fb team Cheltenham Town      | 2–1                                | 1–1                           | 1–3                           | 1–2                  | 3–1                              | 0–0                             |                                 | 1–1                                  | 1–2                         | 1–0                               | 1–1                        | 1–1                            | 1–1                       | 0–1                            | 3–2                              | 1–1                           | 0–3                             | 1–1                        | 0–1                             | 0–1                             | 0–1                       | 2–0                             | 1–4                               | 0–1                       |
| Bản mẫu:Fb team Dagenham & Redbridge | 4–0                                | 4–0                           | 1–3                           | 1–0                  | 2–3                              | 4–2                             | 3–1                             |                                      | 1–2                         | 2–0                               | 0–0                        | 2–0                            | 0–3                       | 0–1                            | 0–2                              | 0–0                           | 2–0                             | 0–0                        | 1–2                             | 1–3                             | 0–2                       | 0–1                             | 0–1                               | 2–0                       |
| Bản mẫu:Fb team Exeter City          | 1–2                                | 3–2                           | 1–1                           | 2–1                  | 2–2                              | 2–0                             | 1–0                             | 2–1                                  |                             | 1–2                               | 1–1                        | 1–2                            | 1–1                       | 2–0                            | 0–2                              | 1–1                           | 1–3                             | 1–1                        | 3–2                             | 0–1                             | 0–0                       | 1–2                             | 2–1                               | 1–1                       |
| Bản mẫu:Fb team Hartlepool United    | 1–1                                | 1–0                           | 0–1                           | 0–2                  | 2–1                              | 0–3                             | 2–0                             | 0–2                                  | 2–1                         |                                   | 1–2                        | 1–0                            | 0–2                       | 2–2                            | 1–0                              | 1–1                           | 3–2                             | 0–0                        | 2–0                             | 0–1                             | 1–3                       | 0–0                             | 1–3                               | 1–3                       |
| Bản mẫu:Fb team Luton Town           | 2–0                                | 0–1                           | 0–1                           | 1–1                  | 3–2                              | 1–0                             | 1–0                             | 3–1                                  | 2–3                         | 3–0                               |                            | 3–0                            | 2–3                       | 3–0                            | 1–0                              | 2–0                           | 0–1                             | 1–1                        | 0–0                             | 2–0                             | 2–0                       | 1–0                             | 2–3                               | 2–2                       |
| Bản mẫu:Fb team Mansfield Town       | 0–1                                | 2–1                           | 1–2                           | 0–1                  | 0–0                              | 3–2                             | 1–1                             | 2–1                                  | 2–3                         | 1–1                               | 1–0                        |                                | 1–0                       | 1–0                            | 1–1                              | 2–1                           | 1–0                             | 1–2                        | 0–1                             | 1–2                             | 1–0                       | 1–0                             | 0–0                               | 1–4                       |
| Bản mẫu:Fb team Morecambe            | 1–1                                | 1–1                           | 1–2                           | 1–0                  | 0–2                              | 0–1                             | 0–0                             | 2–3                                  | 0–2                         | 0–1                               | 3–0                        | 2–1                            |                           | 3–2                            | 0–1                              | 1–0                           | 2–1                             | 3–1                        | 1–4                             | 3–1                             | 0–0                       | 0–0                             | 1–3                               | 1–1                       |
| Bản mẫu:Fb team Newport County       | 1–1                                | 4–1                           | 1–1                           | 0–2                  | 1–1                              | 2–1                             | 1–1                             | 2–3                                  | 2–2                         | 2–2                               | 1–0                        | 0–1                            | 0–1                       |                                | 3–2                              | 0–1                           | 2–0                             | 1–0                        | 0–1                             | 1–0                             | 2–0                       | 1–1                             | 0–2                               | 3–1                       |
| Bản mẫu:Fb team Northampton Town     | 4–5                                | 2–0                           | 1–2                           | 2–3                  | 0–1                              | 0–2                             | 2–0                             | 1–0                                  | 1–0                         | 5–1                               | 2–1                        | 1–0                            | 2–1                       | 3–0                            |                                  | 1–3                           | 2–3                             | 1–0                        | 1–1                             | 1–1                             | 1–0                       | 1–0                             | 2–3                               | 3–0                       |
| Bản mẫu:Fb team Oxford United        | 3–1                                | 0–0                           | 0–1                           | 2–1                  | 2–0                              | 2–1                             | 1–2                             | 3–3                                  | 2–2                         | 0–2                               | 1–1                        | 3–0                            | 1–1                       | 1–0                            | 1–1                              |                               | 0–0                             | 0–1                        | 0–2                             | 2–3                             | 0–0                       | 2–0                             | 1–2                               | 0–0                       |
| Bản mẫu:Fb team Plymouth Argyle      | 1–0                                | 1–1                           | 1–1                           | 0–2                  | 2–0                              | 1–0                             | 3–0                             | 3–0                                  | 3–0                         | 2–0                               | 0–1                        | 2–1                            | 1–1                       | 0–0                            | 2–0                              | 1–2                           |                                 | 3–0                        | 1–0                             | 2–0                             | 1–1                       | 3–2                             | 0–1                               | 1–1                       |
| Bản mẫu:Fb team Portsmouth           | 2–3                                | 0–2                           | 1–1                           | 0–1                  | 2–1                              | 3–0                             | 2–2                             | 3–0                                  | 1–0                         | 1–0                               | 2–0                        | 1–1                            | 3–0                       | 0–1                            | 2–0                              | 0–0                           | 2–1                             |                            | 0–2                             | 1–2                             | 3–2                       | 3–2                             | 1–1                               | 1–1                       |
| Bản mẫu:Fb team Shrewsbury Town      | 4–0                                | 2–0                           | 1–0                           | 5–0                  | 1–1                              | 1–0                             | 3–1                             | 2–0                                  | 4–0                         | 3–0                               | 2–0                        | 2–0                            | 1–0                       | 0–0                            | 1–2                              | 2–0                           | 0–2                             | 2–1                        |                                 | 1–1                             | 3–2                       | 2–1                             | 0–0                               | 1–0                       |
| Bản mẫu:Fb team Southend United      | 1–2                                | 0–1                           | 0–0                           | 1–1                  | 0–0                              | 2–0                             | 2–0                             | 0–0                                  | 1–1                         | 1–0                               | 1–0                        | 2–0                            | 0–1                       | 2–0                            | 2–0                              | 1–1                           | 0–0                             | 2–0                        | 1–0                             |                                 | 2–0                       | 1–0                             | 2–2                               | 1–0                       |
| Bản mẫu:Fb team Stevenage            | 2–1                                | 2–1                           | 1–0                           | 0–0                  | 3–2                              | 1–0                             | 5–1                             | 0–1                                  | 1–0                         | 1–0                               | 1–2                        | 3–0                            | 1–1                       | 2–1                            | 2–1                              | 0–2                           | 1–0                             | 1–0                        | 1–0                             | 4–2                             |                           | 2–2                             | 1–3                               | 2–3                       |
| Bản mẫu:Fb team Tranmere Rovers      | 3–0                                | 1–1                           | 1–4                           | 0–1                  | 1–1                              | 0–2                             | 2–3                             | 2–3                                  | 1–2                         | 1–1                               | 0–1                        | 0–0                            | 2–1                       | 0–0                            | 2–1                              | 0–3                           | 0–1                             | 3–1                        | 2–1                             | 1–2                             | 2–2                       |                                 | 1–2                               | 1–1                       |
| Bản mẫu:Fb team Wycombe Wanderers    | 2–2                                | 2–0                           | 1–3                           | 0–0                  | 1–0                              | 3–1                             | 2–1                             | 1–1                                  | 2–1                         | 1–0                               | 1–1                        | 2–1                            | 0–1                       | 1–2                            | 1–1                              | 2–3                           | 0–2                             | 0–0                        | 1–0                             | 4–1                             | 2–2                       | 0–2                             |                                   | 1–0                       |
| Bản mẫu:Fb team York City            | 1–0                                | 2–3                           | 1–1                           | 0–1                  | 2–2                              | 0–0                             | 1–0                             | 0–2                                  | 0–0                         | 1–0                               | 0–0                        | 1–1                            | 2–1                       | 0–2                            | 1–1                              | 0–1                           | 0–0                             | 0–0                        | 0–1                             | 2–3                             | 0–2                       | 2–0                             | 0–0                               |                           |

Cập nhật lần cuối: ngày 2 tháng 5 năm 2015.
Nguồn: BBC Sport
1 ^ Đội chủ nhà được liệt kê ở cột bên tay trái.
Màu sắc: Xanh = Chủ nhà thắng; Vàng = Hòa; Đỏ = Đội khách thắng.

## Tốp ghi bàn
Tính đến Ngày 3 tháng 5 năm 2015
| Xếp hạng | Cầu thủ           | Câu lạc bộ               | Số bàn thắng |
| -------- | ----------------- | ------------------------ | ------------ |
| 1        | Matt Tubbs        | AFC Wimbledon/Portsmouth | 21           |
| 2        | Jamie Cureton     | Dagenham & Redbridge     | 19           |
| 3        | Reuben Reid       | Plymouth Argyle          | 18           |
| 3        | Marc Richards     | Northampton Town         | 18           |
| 5        | James Collins     | Shrewsbury Town          | 15           |
| 5        | Tom Nichols       | Exeter City              | 15           |
| 7        | Barry Corr        | Southend United          | 14           |
| 7        | Danny Hylton      | Oxford United            | 14           |
| 7        | Jed Wallace       | Portsmouth               | 14           |
| 10       | Adebayo Akinfenwa | AFC Wimbledon            | 13           |
| 10       | Mark Cullen       | Luton Town               | 13           |